# Sara McMann
Sara McMann, née le 24 septembre 1980 à Takoma Park dans le Maryland, est une lutteuse américaine spécialiste de la lutte libre et une pratiquante de MMA américaine. Elle évolue actuellement au sein de Ultimate Fighting Championship dans la catégorie des poids coqs.

## Biographie
Lors des Jeux olympiques d'été de 2004 se tenant à Athènes, elle remporte la médaille d'argent en combattant dans la catégorie des -63 kg. Elle devient ainsi la première américaine à recevoir une médaille d'argent olympique dans cette discipline. Elle obtient également la médaille d'argent lors des Championnats du monde de 2003 et la médaille de bronze lors des Championnats du monde de 2005 et 2007.

## Carrière en MMA

### Ultimate Fighting Championship
Le 8 juin 2015, l'UFC annonce qu'un combat entre Sara McMann et la Brésilienne ceinture noire de jiu-jitsu brésilien, Amanda Nunes, est programmé pour l'UFC Fight Night 74 du 8 août 2015 à Nashville.
La combattante américaine s'incline dans ce match dès le premier round, dominée dans les échanges pieds-poings avant d'être soumise par étranglement arrière.

### Palmarès en MMA
| 14 combats     | 11 victoires | 3 défaites |
| Par KO         | 1            | 1          |
| Par soumission | 5            | 1          |
| Sur décision   | 5            | 1          |

| Résultat | Record | Adversaire      | Méthode                             | Événement                                 | Date            | Round | Temps | Lieu                                   | Notes                                  |
| -------- | ------ | --------------- | ----------------------------------- | ----------------------------------------- | --------------- | ----- | ----- | -------------------------------------- | -------------------------------------- |
| Victoire | 11-3   | Gina Mazany     | Soumission (étranglement bras-tête) | UFC Fight Night: Lewis vs. Browne         | 19 février 2017 | 1     | 1:14  | Halifax, Nouvelle-Écosse, Canada       |                                        |
| Victoire | 10-3   | Alexis Davis    | Soumission (étranglement bras-tête) | The Ultimate Fighter 24 Finale            | 3 décembre 2016 | 2     | 2:52  | Las Vegas, Nevada, États-Unis          | Performance de la soirée.              |
| Victoire | 9-3    | Jessica Eye     | Décision unanime                    | UFC Fight Night: Almeida vs. Garbrandt    | 29 mai 2016     | 3     | 5:00  | Las Vegas, Nevada, États-Unis          |                                        |
| Défaite  | 8-3    | Amanda Nunes    | Soumission (étranglement arrière)   | UFC Fight Night: Teixeira vs. Saint Preux | 8 août 2015     | 1     | 2:53  | Nashville, Tennessee, États-Unis       |                                        |
| Défaite  | 8-2    | Miesha Tate     | Décision majoritaire                | UFC 183: Silva vs. Diaz                   | 31 janvier 2015 | 3     | 5:00  | Las Vegas, Nevada, États-Unis          |                                        |
| Victoire | 8-1    | Lauren Murphy   | Décision partagée                   | UFC Fight Night: Bader vs. St. Preux      | 16 août 2014    | 3     | 5:00  | Bangor, Maine, États-Unis              |                                        |
| Défaite  | 7-1    | Ronda Rousey    | TKO (coup de genou au ventre)       | UFC 170: Rousey vs. McMann                | 22 février 2014 | 1     | 1:06  | Las Vegas, Nevada, États-Unis          | Pour le titre des poids coqs de l'UFC. |
| Victoire | 7-0    | Sheila Gaff     | TKO (coups de poing)                | UFC 159: Jones vs. Sonnen                 | 27 avril 2013   | 1     | 4:06  | Newark, New Jersey, États-Unis         |                                        |
| Victoire | 6-0    | Shayna Baszler  | Décision unanime                    | Invicta FC 2: Baszler vs. McMann          | 28 juillet 2012 | 3     | 5:00  | Kansas City, Kansas, États-Unis        | Combat de la soirée.                   |
| Victoire | 5-0    | Hitomi Akano    | Décision unanime                    | ProElite 3: Da Spyder vs. Minowaman       | 21 janvier 2012 | 3     | 5:00  | Honolulu, Hawaï, États-Unis            |                                        |
| Victoire | 4-0    | Raquel Pa'aluhi | Soumission (clé d'épaule)           | ProElite 1: Arlovski vs. Lopez            | 27 août 2011    | 3     | 2:53  | Honolulu, Hawaï, États-Unis            |                                        |
| Victoire | 3-0    | Tonya Evinger   | Décision unanime                    | Titan Fighting Championships 19           | 29 juillet 2011 | 3     | 5:00  | Kansas City, Kansas, États-Unis        |                                        |
| Victoire | 2-0    | Julie Malenfant | Soumission (coups de poing)         | BlackEye Promotions 4                     | 17 juin 2011    | 1     | 0:32  | Fletcher, Caroline du Nord, États-Unis |                                        |
| Victoire | 1-0    | Christina Marks | Soumission (étranglement arrière)   | UCC: Revolution                           | 28 mai 2011     | 1     | 1:41  | Lawrenceburg, Indiana, États-Unis      |                                        |